# Dr. Feelgood (Album)
Dr. Feelgood ist das fünfte Studioalbum der US-amerikanischen Glam-Metal-Band Mötley Crüe. Es erschien im September 1989, avancierte zum Nummer-eins-Erfolg in den Vereinigten Staaten sowie zum weltweiten Millionenseller.

## Geschichte
1987 versuchte Mötley Crüe, mit Girls, Girls, Girls die Spitze der Charts zu erklimmen, allerdings wurde es durch den Schnelleinstieg von Whitney Houstons Album Whitney verhindert. Um es nun mit diesem Album zu schaffen, wechselte die Band von Produzent Tom Werman zu Bob Rock, der ein strenger fordernder Lehrmeister war, der die Rockband zu Höchstleistungen anspornte, damit Mötley Crüe über die Grenzen ihres bisherigen Könnens hinauswachsen konnte. Zur gleichen Zeit, als die Crüe das Album Dr. Feelgood einspielte, nahmen Aerosmith, alte Jugendidole von Nikki, Tommy, Vince und Mick, im selben Tonstudio die Platte Pump auf. Deshalb verbrachten beide Rockbands oft nach der Arbeit im Studio die freie Zeit miteinander, um zum Beispiel um einen nahegelegenen See herum joggen zu gehen. Denn als die Album-Aufnahmen begannen, waren Mötley Crüe, die denselben Drogenberater wie Aerosmith hatten, gerade mithilfe mehrerer Klinikaufenthalte dauerhaft von aller Substanzmittelsucht geheilt worden.
Vor den Aufnahmen tourte die Band mit Whitesnake und Guns n’ Roses. An einem Abend in 1987 wollte Nikki Sixx mit Slash von Guns N’ Roses noch etwas feiern. Slash war zu Beginn der Tournee allerdings schon stark betrunken und ging nach einer Zeit schlafen. Nun feierte Sixx weiter mit Steven Adler, dem Schlagzeuger von Guns N’ Roses. Spät in der Nacht setzte sich Sixx eine Überdosis persisches Heroin und entging anschließend im Krankenwagen des Notarztes, wo Sixx reanimiert werden musste, nur knapp dem Tod. Als er nach einiger Zeit im Krankenhaus aufwachte, ergriff er die Flucht und nahm in seiner Wohnung erneut Heroin, wodurch Sixx im heimischen Badezimmer blutend zusammenbrach, mit der Spritze noch im Arm steckend. Die Plattenfirma schickte die gesamte Band vor den Aufnahmen in eine Entzugsklinik. Obwohl sowohl Slash als auch Nikki Sixx dies dementierten, wird Slash bis heute in den Medien als Hauptschuldiger für diesen Vorfall genannt.
Zwar wurde die Band vom Produzenten Bob Rock eingeladen, das Album aufzunehmen, doch er beschreibt die Arbeit mit der Band heutzutage als „schwierig“, da die Band „ein Haufen harter Jungs“ aus Los Angeles sei, „die nur saufen und sich gegenseitig töten“ wollen.
Bei vielen jungen Bands wie Crashdïet, Babylon Bombs oder Vains of Jenna ist der Einfluss dieses Albums eindeutig hörbar.
Das Plattencover wurde von Don Brautigam gezeichnet.
Zum 35. jährigen Jubiläum des Albums erschien am 22. November 2024 ein Limited Edition Boxset auf LP und CD mit der remasterten Version des Originalalbums sowie Demos und Live-Tracks. Das Boxset enthält außerdem ein 24-seitiges Tourbuch mit bisher unveröffentlichten Fotos und weitere Gimmicks wie Tourplan, Poster, Aufnäher, Backstage-Pass, Live-Show-Handzettel, Pressemappe, medizinischen Umschlag und Gitarren-Plektrum.

## Musikstil und Texte
Die Texte handeln vom Lebensstil der Band, also von Drogen, Alkohol, Frauen und Rock. Auch Liebeslieder sind auf dem Album vertreten. Bei den Gitarrenpassagen sind viele Experimente zu finden. Bei Kickstart My Heart imitiert Mick Mars zuerst ein startendes Motorrad, was in den 1980er Jahren populär war. Im letzten Teil des Songs wendet er einen Trick an, bei dem es sich anhört, als würde die Gitarre „sprechen“. Neben dem Gitarrenspiel von Mick Mars zeichnet sich dieses Album durch den „durchhämmernden“ Bass von Nikki Sixx und das schnelle Schlagzeug von Tommy Lee aus. Die Band selbst kommentierte das damit, dass die Band ausmachte, dass sich kein Instrument zurückhalten solle, auch wenn es „nur“ ein Schlagzeug oder ein Bass sei.

## Titelliste
1. T.N.T. (Terror ’N Tinseltown) – 0:42
2. Dr. Feelgood – (Mick Mars, Nikki Sixx) – 4:50
3. Slice of Your Pie – (Sixx, Mars) – 4:32
4. Rattlesnake Shake – (Mars, Sixx, Vince Neil, Tommy Lee) – 3:40
5. Kickstart My Heart – (Sixx) – 4:48
6. Without You – (Sixx, Mars) – 4:29
7. Same Ol’ Situation (S.O.S.) – (Lee, Sixx, Neil, Mars) – 4:12
8. Sticky Sweet – (Mars, Sixx) – 3:52
9. She Goes Down – (Mars, Sixx) – 4:37
10. Don’t Go Away Mad (Just Go Away) – (Sixx, Mars) – 4:40
11. Time for Change – (Sixx, Donna McDaniel) – 4:45

Gastauftritte
- Skid Row – Begleitgesang bei Time for Change
- Bryan Adams Begleitgesang bei Sticky Sweet
- Steven Tyler Anfang von Slice of your Pie und Begleitgesang bei Sticky Sweet

## Singles

### Dr. Feelgood
Der Song handelt von Jimmy, einem Drogendealer aus Los Angeles, der seine Drogen an Mexikaner verkauft. Mötley Crüe nennen diesen ironisch Dr. Feelgood (deutsch: Dr. Fühldichgut). Der Song erreichte Platz sechs der Billboard Hot 100 und ist mit über 500.000 verkauften Exemplaren die einzige Single der Gruppe, die je eine Goldene Schallplatte bekam. Außerdem wurde der Song von VH1 auf Platz 15 der besten Hard-Rock-Songs gesetzt. Es gibt eine Coverversion des Stücks von der amerikanischen Hiphop-Band 2 Live Crew für den Soundtrack des Spielfilms Hangin’ with the Homeboys. In dem Fantasy-Film Highlander III – Die Legende von 1994 erklingt eine Instrumentalversion des Songs während eines finalen Schwertkampfs zwischen den beiden Hauptfiguren Connor MacLeod und Kane.

### Kickstart My Heart
Dieser Song wurde von Nikki Sixx geschrieben, als dieser nach einer durchzechten Nacht mit Slash und Steven Adler um ein Haar an einer Überdosis Heroin gestorben wäre. Mit dem Schreiben des Songs verarbeitete Nikki Sixx dieses schreckliche Erlebnis. Nach Erwachen im Krankenhaus floh er und setzte sich abermals zu Hause im Badezimmer eine Überdosis. Der Songtext behandelt das ständige auf Achse sein. Im Musikvideo wurde das umgangen, und man bezog den Song auf Autorennen und Adrenalin, um weiteren Skandalen aus dem Weg zu gehen. In dem Song verwendet Gitarrist Mick Mars eine Talkbox, um den Sound seiner E-Gitarre gegen Ende des Lieds zu verfremden. Bei einer Talkbox nimmt der Gitarrist einen dünnen Schlauch in den Mund und nutzt dadurch den Mundraum als Resonanzkörper. Obwohl die Titel Dr. Feelgood und Without You erfolgreicher waren, ist dieser Song zum Symbol für die Band geworden.

### Without You
Without You ist ein Liebeslied, das davon handelt, dass man ohne eine andere Person verloren ist.

### Don’t Go Away Mad (Just Go Away)
Dieser Song geht um eine Trennung und kann als Gegenteil von Without You verstanden werden, da die Anfangspassage von Don’t Go Away Mad (Just Go Away) „We could sail away“ auf die Passage „Without you, without you a sailor lost at sea“ aus Without You zueinander passen.

### Same Ol’ Situation (S.O.S.)
Der Song handelt davon, von seiner Freundin verlassen zu werden und diese mit einem neuen Freund zu sehen. Der Refrain soll sagen, dass alle Frauen so sind und dass das normalste auf der Welt ist.

### Chartplatzierungen
| Jahr | Titel                            | Höchstplatzierung, Gesamtwochen, AuszeichnungChartplatzierungen (Jahr, Titel, , Platzierungen, Wochen, Auszeichnungen, Anmerkungen) | Höchstplatzierung, Gesamtwochen, AuszeichnungChartplatzierungen (Jahr, Titel, , Platzierungen, Wochen, Auszeichnungen, Anmerkungen) | Anmerkungen                             |
| Jahr | Titel                            | UK | US | Anmerkungen                             |
| ---- | -------------------------------- | --- | --- | --------------------------------------- |
| 1989 | Dr. Feelgood                     | UK50 (3 Wo.)UK | US6 Gold · (16 Wo.)US | Erstveröffentlichung: 28. August 1989   |
| 1989 | Kickstart My Heart               | UK— GoldUK | US27 (16 Wo.)US | Erstveröffentlichung: 20. November 1989 |
| 1990 | Without You                      | UK39 (3 Wo.)UK | US8 (17 Wo.)US | Erstveröffentlichung: 24. Februar 1990  |
| 1990 | Don’t Go Away Mad (Just Go Away) | — | US19 (16 Wo.)US | Erstveröffentlichung: 28. Mai 1990      |
| 1990 | Same Ol’ Situation (S.O.S.)      | — | US78 (9 Wo.)US | Erstveröffentlichung: 31. Juli 1990     |

## Bedeutung des Albums für die Band
Dieses Album war mit Platz eins in den Charts der größte und auch letzte große Erfolg von Mötley Crüe. Nach dem Erscheinen und der Tournee für das Album wollte Vince Neil nebenbei eine Solokarriere machen, was dazu führte, dass er und die Band sich trennten. Als Nachfolger wurde John Corabi benannt. Doch das Album mit Corabi war ein Misserfolg und während der Arbeiten am Album Generation Swine wurde Neil zurück zur Band geholt und Corabi entlassen. Die Besetzung hielt allerdings nicht lange, denn Tommy Lee stieg 1999 aus, um solo weiterzumachen. Mit dem neuen Schlagzeuger Randy Castillo veröffentlichte die Band das Album New Tattoo. Sowohl Generation Swine als auch New Tattoo kamen zwar bei den Fans gut an, konnten aber kommerziell nicht an Dr. Feelgood anknüpfen. Nachdem Randy Castillo gestorben war, gingen die restlichen drei Mitglieder getrennte Wege. 2005 gingen sie wieder mit Tommy Lee auf Tour und veröffentlichten das Best-of-Album Red, White & Crüe. 2008 wurde mit Saints of Los Angeles erstmals seit 1997 ein Studioalbum von Mötley Crüe in Originalbesetzung veröffentlicht. Dr. Feelgood gilt als Höhepunkt in der Karriere, den die Band danach nie wieder annähernd erreichte.

## Kommerzieller Erfolg

### Chartplatzierungen
| ChartsChartplatzierungen       | Höchstplatzierung | Wochen |
| ------------------------------ | ----------------- | ------ |
| Deutschland (GfK)              | 21 (14 Wo.)       | 14     |
| Schweiz (IFPI)                 | 7 (12 Wo.)        | 12     |
| Vereinigte Staaten (Billboard) | 1 (109 Wo.)       | 109    |
| Vereinigtes Königreich (OCC)   | 4 (7 Wo.)         | 7      |

### Auszeichnungen für Musikverkäufe
| Land/Region                  | Auszeichnungen für Musikverkäufe (Land/Region, Auszeichnung, Verkäufe) | Verkäufe  |
| ---------------------------- | ---------------------------------------------------------------------- | --------- |
| Japan (RIAJ)                 | Gold                                                                   | 100.000   |
| Kanada (MC)                  | 3× Platin                                                              | 300.000   |
| Neuseeland (RMNZ)            | Platin                                                                 | 20.000    |
| Schweiz (IFPI)               | Gold                                                                   | 25.000    |
| Vereinigte Staaten (RIAA)    | 6× Platin                                                              | 6.000.000 |
| Vereinigtes Königreich (BPI) | Gold                                                                   | 100.000   |
| Insgesamt                    | 3× Gold · 10× Platin ·                                                 | 6.545.000 |